# Juan Luis Cipriani Thorne
Juan Luis Cipriani Thorne (ur. 28 grudnia 1943 w Limie) – peruwiański duchowny rzymskokatolicki, członek Opus Dei, doktor nauk teologicznych, biskup pomocniczy Ayacucho w latach 1988–1991, administrator apostolski sede vacante archidiecezji Ayacucho w latach 1991–1995, arcybiskup metropolita Ayacucho w latach 1995–1999, arcybiskup metropolita Limy i prymas Peru w latach 1999–2019, kardynał prezbiter od 2001, członek Rady ds. Gospodarki w latach 2014–2020, od 2019 arcybiskup senior archidiecezji Limy.

## Życiorys
Ukończył Narodowy Uniwersytet Inżynierii w Limie z doktoratem inżynierii przemysłowej; był zatrudniony jako inżynier w Instituto Rural Valle Grande. Reprezentował barwy narodowe w koszykówce, wraz z zespołem Peru świętował zwycięstwo w turnieju boliwariańskim w Barranquilla (Kolumbia), mistrzostwo (w Montevideo, Urugwaj) i wicemistrzostwo (w Limie) Ameryki Południowej, wystąpił także na Igrzyskach Panamerykańskich w Winnipeg (Kanada). W czerwcu 1962 wstąpił do prałatury Opus Dei jako numerariusz; kształcił się w Międzynarodowym Seminarium Prałatury Opus Dei w Rzymie, a na uniwersytecie w Pampelunie (Hiszpania) obronił doktorat z teologii. Przyjął święcenia kapłańskie 21 sierpnia 1977 w Madrycie.
Wykładał w kilku uczelniach katolickich, był m.in. dyrektorem duchowym seminarium w Limie. Od 1986 pełnił funkcję wikariusza regionalnego Opus Dei w Peru. 3 lipca 1988 został biskupem pomocniczym Ayacucho, ze stolicą tytularną Turuzi; sakrę biskupią przyjął 3 lipca 1988 z rąk franciszkanina, kardynała Juana Landazuri Rickettsa (arcybiskupa Limy). Od maja 1991 był administratorem apostolskim archidiecezji Ayacucho, a w maju 1995 został pełnoprawnym arcybiskupem Ayacucho. 9 stycznia 1999 przeszedł na stolicę arcybiskupią i prymasowską Lima, został zarazem wielkim kanclerzem Pontyfikalnego i Świeckiego Wydziału Teologii w Limie i Pontyfikalnego Uniwersytetu Katolickiego Peru.
Brał udział w IV konferencji generalnej Episkopatów Latynoamerykańskich w Santo Domingo (Dominikana, październik 1992) oraz sesjach Światowego Synodu Biskupów w Watykanie. W lutym 2001 Jan Paweł II wyniósł go do godności kardynalskiej, z tytułem prezbitera S. Camillo de Lellis.
Uczestnik konklawe 2005 i konklawe 2013 roku. 28 grudnia 2023 ukończył 80 lat, tracąc prawo do udziału w konklawe.

### Kontrowersje
Kardynał Juan Luis Cipriani był zaangażowany w kilka kontrowersji podczas swojej kadencji. Znany peruwiański dziennikarz Jaime Bayly oskarżył Ciprianiego o udział w przypadkach wykorzystywania seksualnego dzieci w Kościele oraz o tuszowanie tych przypadków. W artykule opublikowanym w Peru21, Bayly szczegółowo opisał swoje zarzuty wobec Ciprianiego, podkreślając, że jego działania były szkodliwe i nieodpowiednie.. 
Środki dyscyplinarne nałożone na kardynała istnieją i są nadal ważne i obowiązujące, co potwierdził 26 stycznia 2025 roku dyrektor Biura Prasowego Stolicy Apostolskiej, Matteo Bruni. Odniósł się w tu do doniesień hiszpańskiej prasy o zarzutach przeciwko kardynałowi w 2018, odnoszących się do nadużyć, których Cipriani rzekomo dopuścił się na początku lat 80. Zarzuty te doprowadziły do szeregu sankcji, w tym obowiązku opuszczenia ojczyzny.
Matteo Bruni potwierdził, że "po przyjęciu rezygnacji z funkcji arcybiskupa Limy" na kardynała "nałożono nakaz karny z szeregiem środków dyscyplinarnych dotyczących jego działalności publicznej, miejsca zamieszkania i używania insygniów". Wspomniany środek został "podpisany i zaakceptowany" przez kard. Ciprianiego. I "chociaż w określonych przypadkach udzielono mu pewnych zezwoleń na spełnienie próśb ze względu na wiek i sytuację rodzinną kardynała, obecnie nakaz ten nadal obowiązuje" — podkreślił rzecznik Watykanu.
Kard. Cipriani, obecnie mieszkający w Madrycie, w oświadczeniu uznał oskarżenia za "całkowicie fałszywe". "Nie popełniłem żadnego przestępstwa ani nie wykorzystałem seksualnie nikogo w 1983 roku, ani wcześniej, ani później", czytamy w tekście, w którym kardynał potwierdza istnienie skargi przeciwko niemu w 2018 oraz fakt, że w 2019, bez wszczęcia procesu, został poinformowany przez nuncjusza w Peru, że ówczesna Kongregacja Nauki Wiary nałożyła na niego szereg sankcji. Obejmowały one ograniczenie posługi kapłańskiej, stały pobyt poza granicami kraju i milczenie. "Co do tej pory robiłem", stwierdził kard. Cipriani. Hierarcha ocenia jako "poważny" fakt, że publikowane są informacje, "które wydają się pochodzić z poufnej dokumentacji" i powtarza swoje "całkowite odrzucenie i odrazę wobec wykorzystywania seksualnego małoletnich i osób bezbronnych". Emerytowany arcybiskup Limy zapewnia o modlitwie za ofiary i stwierdza, że nie żywi "urazy" wobec oskarżycieli, ale deklaruje swoją "całkowitą niewinność".